# Peter Newmark
Peter Newmark (ur. 12 kwietnia 1916, zm. 9 lipca 2011) – brytyjski naukowiec i pisarz, profesor Uniwersytetu w Surrey specjalizujący się w przekładoznawstwie. 

## Życiorys
Uznawany jest za ojca brytyjskiej teorii przekładu. Od 1980 roku był zaangażowany w powstanie i rozwój Ośrodka Badań Przekładoznawczych (Centre for Translation Studies) w Surrey. Był redaktorem naczelnym periodyku „Journal of Specialised Translation”. Publikował również w dwumiesięczniku „The Linguist” wydawanym przez Chartered Institute of Linguists, a także pełnił funkcje wiceprzewodniczącego, członka zarządu oraz członka redakcji tej instytucji.
Newmark nazywał siebie pragmatykiem „przekładu” i literalistą, ponieważ w centrum jego zainteresowań stały prawda i dokładność. Do jego najważniejszych publikacji należą: Approaches to Translation (1981), A Textbook of Translation (1988), Paragraphs on Translation (1989), About Translation (1991), More Paragraphs on Translation (1998). Nawiązuje w nich do poglądów reprezentowanych przez pracujących w Kanadzie francuskich komparatystów Vinaya i Darbelneta, a także niemieckich naukowców K. R. Bauscha czy Wolframa Willsa.

## Koncepcje

### Zasady tłumaczenia
Według Newmarka nie można stworzyć jednej uniwersalnej teorii przekładu. Chociaż przekład powinien być jak najbardziej dosłowny, dokładny i zwarty oraz powinien uwzględniać wszelkie czynniki denotatywne, konotatywne, referencjalne i pragmatyczne, to samo określenie dosłowności w przekładzie jest tematem dyskusyjnym. Newmark stwierdza także, że sztukę przekładu można opanować samemu przez praktykę. Nauka tłumaczenia to przede wszystkim dyskusje, przechodzenie od przykładów do uogólnień i odwrotnie, a także uczenie się od słuchaczy i gromadzenie charakterystycznych przykładów. Według Newmarka podstawowe zasady, którymi trzeba się kierować w procesie tłumaczenia brzmią następująco:
1. Im większą rolę w tekście pełni język, tym ściślej należy go tłumaczyć, nie zapominając o transferze komponentu kulturowego.
2. Jeżeli warstwa językowa danego tekstu lub fragmentu nie pełni ważnej roli, jego tłumaczenie może być mniej ścisłe lub dosłowne. Wówczas mniejszą wagę można również przywiązać do komponentu kulturowego.
3. Im lepszy jest język tekstu oryginalnego, bez względu na jego ważność, tym dokładniej należy go przetłumaczyć. W takim przypadku cel autora musi stać się celem tłumacza, a grupy docelowych odbiorców muszą być podobne.

W kwestii „ważności” języka Newmark nie podaje żadnych wskazań, pozostawiając ten element interpretacji tłumacza.

### Procedury
Na podstawie swoich doświadczeń Newmark stworzył  listę najważniejszych reguł rządzących przekładem:
1. Transference (przeniesienie) – przeniesienie słowa z języka źródłowego do kontekstu docelowego, np.: le baccalauréat -  the baccalauréat.
2. Cultural equivalent (ekwiwalent kulturowy) – zastąpienie terminu z języka źródłowego słowem z języka docelowego, np.: le baccalauréat -  A levels - matura.
3. Through translation – dosłowny przekład często używanych kolokacji, np.: le Communauté Européenne - the European Community.
4. Literal translation (przekład dosłowny) – tłumaczenie elementu z języka źródłowego za pomocą elementu z języka docelowego: make a speech – wygłosić przemówienie.
5. Functional equivalent (ekwiwalent funkcjonalny) – zdefiniowanie terminu specyficznego dla kultury źródłowej za pomocą kulturowo neutralnego elementu języka docelowego, np.: le baccalauréat -  the French secondary school leaving examination -  matura, egzamin po francuskiej szkole średniej.
6. Descriptive equivalent (ekwiwalent opisowy) – wyjaśnienie w języku docelowym terminu specyficznego dla kultury źródłowej, np.: le baccalauréat - egzamin na  zakończenie francuskiej szkoły średniej, w czasie którego kandydat zdaje 8-10 przedmiotów i który jest warunkiem dostania się na wyższe studia.
7. Translation couplet – strategia, która łączy dwie z wcześniej wymienionych procedur, np.: le baccalauréat – egzamin zdawany po ukończeniu szkoły średniej we Francji[4].

### Tłumaczenia komunikacyjne i semantyczne
W jednej ze swoich książek (Approaches to Translation) Peter Newmark zaproponował nowe spojrzenie na ekwiwalencję poprzez użycie terminów tłumaczenia komunikacyjnego i tłumaczenia semantycznego. Jego zdaniem jest to sposób na zmniejszenie różnicy w podkreślaniu języka źródłowego i docelowego. Tłumaczenie komunikacyjne ma na celu wywołanie u czytelnika przekładu efektu możliwie najbliższego do tego, który został wywołany przez autora u czytelnika oryginału. Z kolei tłumaczenie semantyczne to próba przekazania jak najbliższego znaczenia kontekstowego oryginału, na ile pozwalają na to struktury semantyczne i syntaktyczne języka docelowego.
Powyższe definicje wskazują na podobieństwo do typologii, którą wprowadził E. Nida. Zamierzony efekt, który u czytelnika ma wywołać tłumaczenie komunikacyjne, naśladuje założenia ekwiwalencji dynamicznej. Z kolei tłumaczenie semantyczne jest zbliżone do ekwiwalencji formalnej. Jednak Newmark dystansuje się od pełnej zasady ekwiwalentnego efektu, ponieważ nie można jej zastosować, kiedy tłumaczenie powstaje w innym czasie i przestrzeni historycznej niż tekst oryginalny. Przykładem może być tłumaczenie dzieł Homera na współczesny angielski. Tłumacz nie może oczekiwać, że reakcje czytelników będą takie same lub zbliżone do tych, które w starożytnej Grecji osiągnął Homer, tworząc swoje dzieła.
Newmark wskazuje także na inne różnice wynikające z definicji, które zaproponował.
| Parametr                          | Tłumaczenie semantyczne | Tłumaczenie komunikacyjne |
| --------------------------------- | --- | --- |
| 1. Nacisk na tłumacza/odbiorcę    | Nacisk położony na proces myślowy tłumacza jako osoby indywidualnej. Tłumacz powinien pomóc odbiorcy odczytać konotacje jeśli stanowią ważny element przekazu. | Subiektywne, akcent położony na czytelnika tekstu docelowego, zorientowane na specyficzny język i kulturę.                                            |
| 2. Kultura                        | Pozostaje w kontekście kultury oryginału. | Przekazuje elementy obcej kultury do kultury docelowej.                                                                                               |
| 3. Czas, pochodzenie              | Nie jest zdeterminowane przez żaden czas ani przestrzeń lokalną. Powinno być tworzone od nowa dla nowych pokoleń.                                              | Ulotne, zakorzenione we własnym współczesnym sobie kontekście.                                                                                        |
| 4. Relacja do tekstu źródłowego   | Zawsze podrzędne w stosunku do oryginału, możliwa utrata znaczenia zawartego w tekście źródłowym.                                                              | Może być „lepsze” niż tekst oryginalny. Nabiera siły i jasności, nawet pomimo utraty treści semantycznej.                                             |
| 5. Użycie formy języka źródłowego | Jeśli normy języka źródłowego odbiegają od norm języka docelowego, należy je zastąpić w tekście docelowym. Zasadą jest „lojalność” wobec autora oryginału.     | Utrzymany szacunek dla formy języka źródłowego, ale przeważa „lojalność” wobec norm języka docelowego.                                                |
| 6. Forma języka docelowego        | Szczegółowa, kompleksowa, skoncentrowana. Tendencje do „wzbogacania” tłumaczenia (overtranslation).                                                            | Płynniejsza, prostsza, jaśniejsza, bardziej bezpośrednia i konwencjonalna. Tendencje do pomijania pewnych elementów w tłumaczeniu (undertranslation). |
| 7. Odpowiedni rodzaj tekstu       | Literatura poważna, autobiografia, ważne oświadczenia polityczne (lub inne).                                                                                   | Większość tekstów, np. teksty nieliterackie, techniczne, informacyjne, reklama, fikcja popularna.                                                     |
| 8. Kryteria oceny                 | Zachowanie statusu (ważności) tekstu źródłowego. | Zachowanie w tekście docelowym wiadomości komunikowanej w tekście źródłowym.                                                                          |

Newmark podkreśla jednak, że zarówno w przypadku tłumaczenia semantycznego, jak i tłumaczenia komunikacyjnego najlepszym podejściem jest tłumaczenie dosłowne (literal translation).
Niejednokrotnie krytykowany za swoją przesadną preskryptywność, Newmark pokazuje jasne granice: tłumaczenie jest albo płynne, albo dziwne. Tłumaczenie (semantyczne) można traktować jako sztukę samą w sobie, lub też jako rzemiosło (tłumaczenie komunikacyjne). Przykłady podane przez Newmarka w jego publikacjach są wskazówką i radą dla początkujących tłumaczy, a pytania, na które odpowiada wciąż pozostają ważne w praktyce tłumaczenia.